# Selenops isopodus
Selenops isopodus là một loài nhện trong họ Selenopidae.
Loài này thuộc chi Selenops. Selenops isopodus được Cândido Firmino de Mello-Leitão miêu tả năm 1941.